# Хандаль, Шафик Хорхе
Шафик Хорхе Хандаль (исп. Schafik Jorge Handal, 14 октября 1930 — 24 января 2006) — сальвадорский политический деятель. Генеральный секретарь Коммунистической партии Сальвадора (1973—1994), один из руководителей Фронта национального освобождения имени Фарабундо Марти (с 1981 года).
Родился в семье палестинского происхождения, его родители были выходцами из Вифлеема.
В 1980—1993 годы, в ходе гражданской войны являлся одним из военных и политических руководителей ФНОФМ (Comandante Simón).
В период после подписания Чапультепекских мирных соглашений и окончания гражданской войны занимал руководящие посты в структуре Фронта, был кандидатом в президенты на выборах 21 марта 2004 года, занял второе место с 36 % голосов, уступив кандидату от правящей консервативной партии Националистический республиканский альянс Антонио Саке, также палестинского происхождения.
Умер менее чем через два года после его неудачной президентской кампании, 24 января 2006 года, от сердечного приступа. Он упал в обморок в аэропорту после его возвращения из Боливии, где присутствовал на церемонии инаугурации президента Эво Моралеса. Хандаль был доставлен на вертолете в больницу, но врачи не смогли вернуть его к жизни.